# Département d'Ancasti
Le département d'Ancasti est une des 16 subdivisions de la province de Catamarca, en Argentine. Son chef-lieu est la ville d'Ancasti.
Le département a une superficie de 2 412 km2. Sa population s'élevait à 3 082 habitants, selon le recensement de 2001, ce qui lui donnait une densité de 1,3 hab./km2.

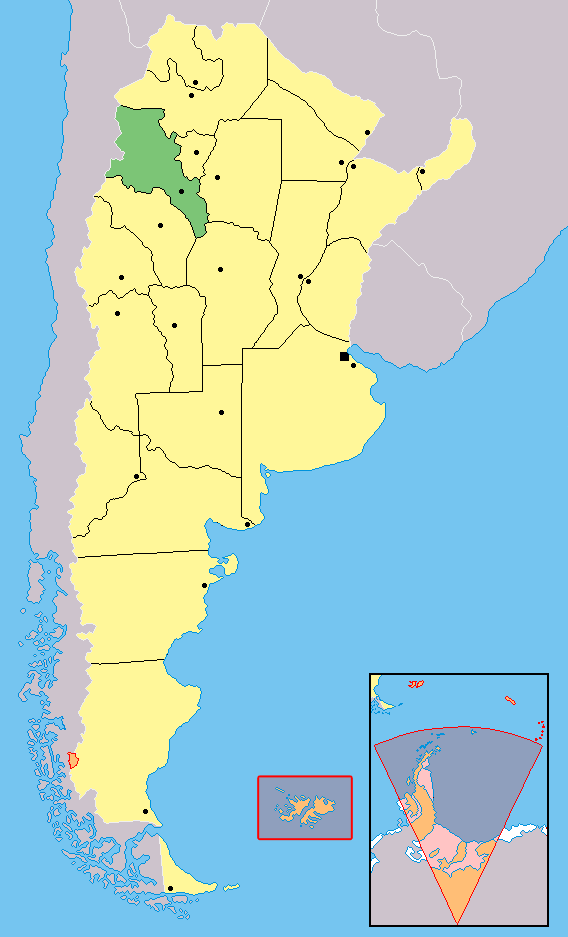
Localisation de la province de Catamarca en Argentine.